# Jiří Baumruk
Jiří Baumruk, né le 27 juin 1930, à Prague, en Tchécoslovaquie, et mort le 23 novembre 1989, est un joueur tchécoslovaque de basket-ball. Il est le frère du basketteur Miroslav Baumruk.

## Palmarès
- Finaliste du championnat d'Europe 1951
- Finaliste du championnat d'Europe 1955
- 3e du championnat d'Europe 1957
- Finaliste du championnat d'Europe 1959